# ラグビーリーグイングランド代表
ラグビーリーグイングランド代表（ラグビーリーグイングランドだいひょう、英: England national rugby league team）は、ラグビーリーグにおけるイングランド代表チームである。
イングランド代表は大部分はイギリス代表チームから作られ、ラグビー・フットボール・リーグの後援を受けて運営される。ラグビーリーグ・ワールドカップ、フォーネイションズ、およびテストマッチに参加している。
代表チームが初めて結成されたのは1904年のことで、ウェールズ人とスコットランド人選手の混合チームとウィガンで対戦した。1950年代まで、オーストラリアとニュージーランドへ定期的に遠征を行い、近隣のウェールズとフランスとホーム・アンド・アウェー形式で対戦した。しかし、南半球への遠征をイングランドの代わりにイギリスが行うことが決定されたため、フランスとウェールズのみが定期的な対戦相手となった。
ラグビーリーグ・ワールドカップへの初出場は1975年大会であった。これまで1975年、1995年、2017年の3度準優勝となっている。イングランドはラグビーリーグ欧州選手権にも参加した。
イングランドの主要なライバルは歴史的にウェールズとフランスであり、そのライバル関係はそれぞれ1908年と1934年に遡る。現在のイングランドの主要なライバルはオーストラリアとニュージーランドである。
伝統的に、主に白色のユニフォーム（白のショーツとソックスを含む）を身に付ける。しかしながら、ジャージには大抵赤い線、 十字、シェブロンのような赤色の形状があしらわれる。これらの色はその他のスポーツのイングランド代表チームと同様であり、イングランドの国旗に使われている色である。

## 大会成績

### ワールドカップ
イングランドはワールドカップに過去6大会（1975年、1995年、2000年、2008年、2013年、2017年）参加してきた。優勝はないが、1975年、1995年、2017年には準優勝を果たした（いずれも優勝はオーストラリア）。その他の大会では全てイングランドではなくイギリス代表が出場した。
| 1954    | 不出場     | 不出場            | 不出場     | 不出場     | 不出場     | 不出場     | 不出場     | 不出場     | 不出場     | 不出場     | 不出場     |
| 1957    | 不出場     | 不出場            | 不出場     | 不出場     | 不出場     | 不出場     | 不出場     | 不出場     | 不出場     | 不出場     | 不出場     |
| 1960    | 不出場     | 不出場            | 不出場     | 不出場     | 不出場     | 不出場     | 不出場     | 不出場     | 不出場     | 不出場     | 不出場     |
| 1968    | 不出場     | 不出場            | 不出場     | 不出場     | 不出場     | 不出場     | 不出場     | 不出場     | 不出場     | 不出場     | 不出場     |
| 1970    | 不出場     | 不出場            | 不出場     | 不出場     | 不出場     | 不出場     | 不出場     | 不出場     | 不出場     | 不出場     | 不出場     |
| 1972    | 不出場     | 不出場            | 不出場     | 不出場     | 不出場     | 不出場     | 不出場     | 不出場     | 不出場     | 不出場     | 不出場     |
| 1975    | 決勝       | 2位（5チーム中）  | 9          | 5          | 2          | 2          |            |            |            |            |            |
| 1977    | 不出場     | 不出場            | 不出場     | 不出場     | 不出場     | 不出場     | 不出場     | 不出場     | 不出場     | 不出場     | 不出場     |
| 1985-88 | 不出場     | 不出場            | 不出場     | 不出場     | 不出場     | 不出場     | 不出場     | 不出場     | 不出場     | 不出場     | 不出場     |
| 1989-92 | 不出場     | 不出場            | 不出場     | 不出場     | 不出場     | 不出場     | 不出場     | 不出場     | 不出場     | 不出場     | 不出場     |
| 1995    | 決勝       | 2位（10チーム中） | 5          | 4          | 0          | 1          |            |            |            |            |            |
| 2000    | 準決勝     | 4位（16チーム中） | 5          | 3          | 0          | 2          |            |            |            |            |            |
| 2008    | 準決勝     | 3位（10チーム中） | 4          | 1          | 0          | 3          |            |            |            |            |            |
| 2013    | 準決勝     | 3位（14チーム中） | 5          | 3          | 0          | 2          |            |            |            |            |            |
| 2017    | 決勝       | 2位（14チーム中） | 6          | 4          | 0          | 2          |            |            |            |            |            |
| 2021    | 出場権獲得 | 出場権獲得        | 出場権獲得 | 出場権獲得 | 出場権獲得 | 出場権獲得 | 出場権獲得 | 出場権獲得 | 出場権獲得 | 出場権獲得 | 出場権獲得 |
| 2025    |            |                   |            |            |            |            |            |            |            |            |            |

### フォーネイションズ
| 2009 | 決勝             | 2位（4チーム中） | 5 |
| 2010 | グループステージ | 3位（4チーム中） | 4 |
| 2011 | 決勝             | 2位（4チーム中） | 5 |
| 2014 | グループステージ | 3位（4チーム中） | 4 |
| 2016 | グループステージ | 3位（4チーム中） | 4 |

### 欧州選手権
| 1935     | 優勝             | 1位（3チーム中） | 2 |
| 1935-36  | グループステージ | 2位（3チーム中） | 2 |
| 1936-37  | グループステージ | 2位（3チーム中） | 2 |
| 1938     | グループステージ | 3位（3チーム中） | 2 |
| 1938-39  | グループステージ | 2位（3チーム中） | 2 |
| [1945-46 | 優勝             | 1位（3チーム中） | 2 |
| 1946-47  | 優勝             | 1位（3チーム中） | 2 |
| 1947-48  | 優勝             | 1位（3チーム中） | 2 |
| 1948-49  | グループステージ | 2位（3チーム中） | 2 |
| 1949-50  | 優勝             | 1位（4チーム中） | 3 |
| 1950-51  | グループステージ | 3位（4チーム中） | 3 |
| 1951-52  | グループステージ | 2位（4チーム中） | 3 |
| 1952-53  | グループステージ | 3位（4チーム中） | 3 |
| 1953-54  | 優勝             | 1位（4チーム中） | 3 |
| 1955-56  | グループステージ | 3位（3チーム中） | 2 |
| 1969-70  | 優勝             | 1位（3チーム中） | 2 |
| 1975     | 優勝             | 1位（3チーム中） | 2 |
| 1977     | グループステージ | 3位（3チーム中） | 2 |
| 1978     | 優勝             | 1位（3チーム中） | 2 |
| 1979     | 優勝             | 1位（3チーム中） | 2 |
| 1980     | 優勝             | 1位（3チーム中） | 2 |
| 1981     | グループステージ | 2位（3チーム中） | 2 |
| 1995     | グループステージ | 2位（3チーム中） | 2 |
| 1996     | 優勝             | 1位（3チーム中） | 2 |
| 2003     | 優勝             | 1位（6チーム中） | 3 |
| 2004     | 優勝             | 1位（6チーム中） | 3 |